# Schwarzhäusern
Schwarzhäusern är en ort och kommun i distriktet Oberaargau i kantonen Bern, Schweiz. Kommunen har 531 invånare (2023).